# Strahinja Jeremić
Strahinja Jeremić (27 luglio 2001) è un giocatore di football americano serbo, che gioca nel ruolo di cornerback per i Beograd Vukovi.